# エドゥアルト・シェーンフェルト

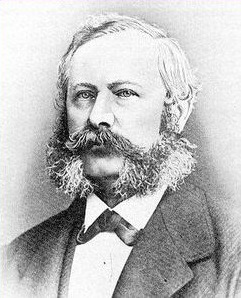
エドゥアルト・シェーンフェルト

エドゥアルト・シェーンフェルト（Eduard Schönfeld, 1828年12月22日 - 1891年3月1日）は、ドイツの天文学者である。最初の近代的星表「ボン掃天星表」(Bonner Durchmusterung)を作成したフリードリヒ・ヴィルヘルム・アルゲランダーの助手として、多くの天体の観測を行い、アルゲランダーの没後は掃天星表の改訂、完成に努めた。

## 生涯
ザクセン＝マイニンゲン公国（現テューリンゲン州）のヒルトブルクハウゼンに生まれた。天文学に興味を持っていたが父親の意に沿ってハノーファーやカッセルで建築を学び、1849年マールブルク大学のロベルト・ブンゼンのもとで化学を学んでいた時、ゲルリンクの授業を受けて再び、天文学を志した。
1851年にボン天文台のアルゲランダーのもとを訪れ、1853年には助手の地位を得た。翌年Nova elementa Thetidisを著し、学位を得た。ボン天文台では、掃天星表の作成に重要な貢献をするとともに、変光星の研究を行った。1859年からにボン大学で私講師をしばらく務めた後、マンハイム天文台の所長となった。旧式な設備しかない天文台であったが星雲の観測を行った。1975年にアルゲランダーが亡くなると、ボン天文台の所長の座を継ぎ、ボン掃天星表に南天域の恒星を追加するなど改訂、追加に努めその成果は1886年の改訂8版に発表された。
1863年に設立されたドイツ天文学会のメンバーとなり評議会の会員を1869年まで務めた。1878年に王立天文学会の外国人会員になった。